# Joseph-Ignace Guillotin
Joseph-Ignace Guillotin, né le 28 mai 1738 à Saintes et mort le 26 mars 1814 à Paris, est un médecin et homme politique français. Il est connu pour avoir fait adopter, sous la Révolution française, la guillotine comme mode unique d’exécution capitale.

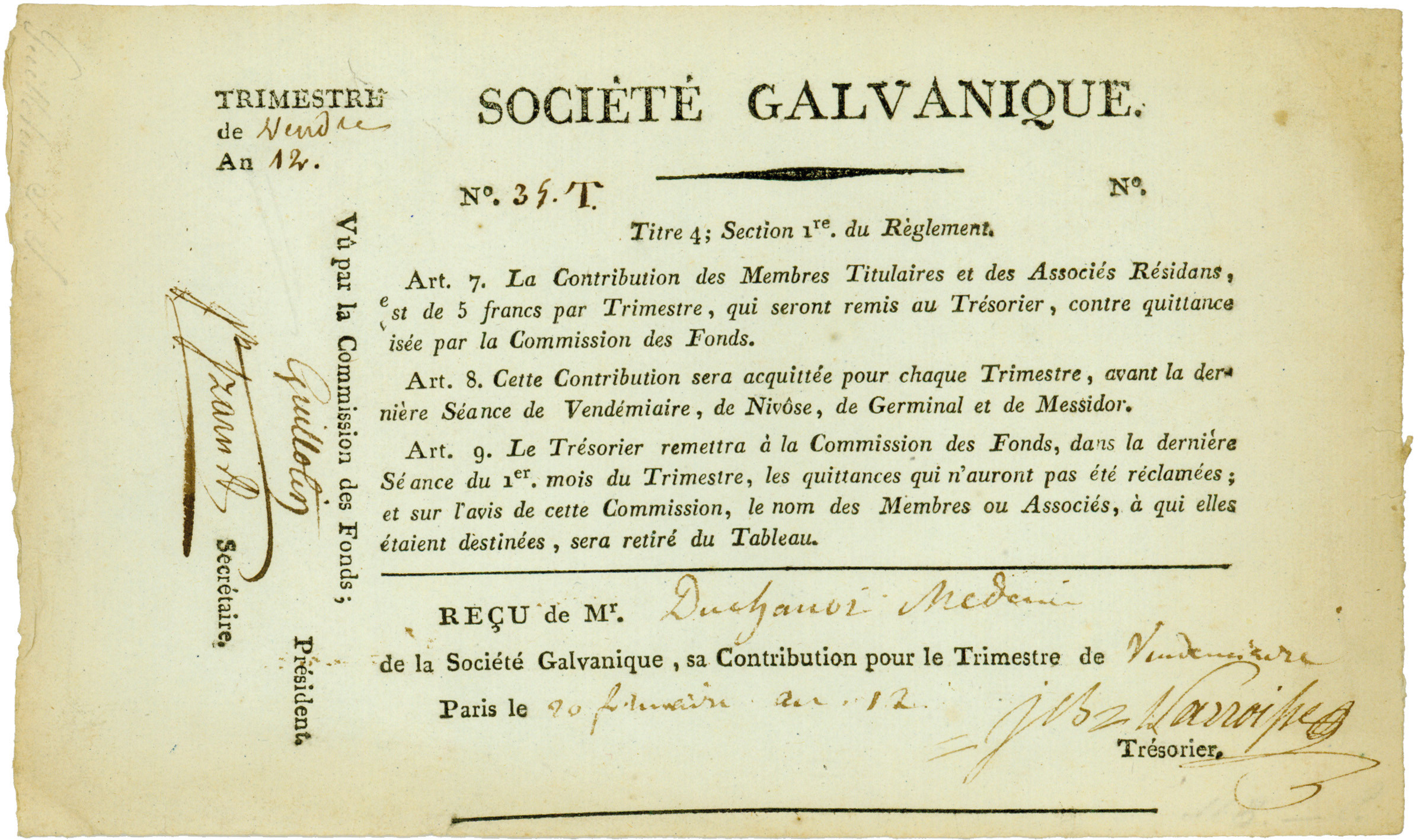
Reçu de la Société Galvanique en date du 20 février 1803, signé par Joseph-Ignace Guillotin à titre du président

## Biographie

### Origines et débuts
Joseph Ignace Guillotin est le neuvième des treize enfants de Joseph-Alexandre Guillotin, avocat en la Cour et conseiller du roi en l'élection de Saintes, et de Catherine-Agathe Martin. Une légende familiale veut qu'il soit né près d'une place à Saintes où avaient lieu les exécutions : l'émotion provoquée par les cris d'un condamné aurait provoqué l'accouchement prématuré de Mme Guillotin, qui met le petit Joseph au monde.
Il fait des études théologiques pendant sept ans dans le collège des jésuites de Bordeaux et y obtient son baccalauréat. Jésuite, il est d'abord professeur du collège des Irlandais à Bordeaux. En 1763, il choisit les études de médecine d'abord à Reims (où les études sont moins onéreuses) puis en 1768 à Paris, pendant trois ans, grâce aux bourses d'études. Il devient pupille de la Faculté de médecine de Paris, obtient un doctorat de régent le 26 octobre 1770 et enseigne l'anatomie, la physiologie et la pathologie dans cette même faculté (de 1778 à 1783).
En même temps, il exerce en cabinet et se  partage avec son confrère Jean-Paul Marat la clientèle des maisons des frères du roi, le comte de Provence, futur Louis XVIII, et le comte d'Artois. Il effectue des expériences scientifiques sur le vinaigre ou les caractéristiques de la rage. Le 14 juillet 1787, il se marie à la paroisse Saint-Victor à Paris avec Marie Louise Saugrain,,.

### Parcours politique
Peu avant la Révolution française, Guillotin se rend célèbre pour avoir publié plusieurs ouvrages politiques et avoir proposé un certain nombre de réformes. Dans sa Pétition des six corps (ou Pétition des citoyens domiciliés à Paris) rédigée le 8 décembre 1788, il réclame le vote par tête (et non par ordre aux États généraux) et que le nombre des députés du tiers état soit au moins égal à celui des députés des deux autres ordres réunis. Cette proposition lui vaut la réprobation du roi (plusieurs personnes avaient déjà adressé ce genre d'écrit au souverain, mais dans une correspondance personnelle et non en en appelant à lui publiquement par voie de requêtes) et il passe en jugement.
Le Parlement de Paris le condamne le 19 décembre 1788 pour la forme et non pour le fond, comme le fait remarquer le conseiller Lefebvre : « Ce jugement concerne la forme de votre écrit et son mode de diffusion. Quant au fond, le Parlement, dont je suis ici l'interprète, n'y trouve rien à redire. » La pétition est alors interdite de diffusion. Le 27 décembre 1788, sur la demande de Necker, elle est acceptée par le Conseil d'État du roi, pour ce qui est du nombre de députés.
Initié en 1772 à la loge la Parfaite Union d’Angoulême, il devient en 1776 vénérable maître de la loge la Concorde fraternelle à l’orient de Paris et en 1778 membre affilié à celle des Neuf Sœurs (côtoyant les peintres Jean-Baptiste Greuze ou Claude Joseph Vernet, Voltaire, le duc d’Orléans ou le duc de Chartres). Il fréquente tout au long de sa vie des ateliers et des cercles, tel celui des Philalèthes, empreints de rationalité, de connaissance et de liberté. Il joue un rôle important dans la formation du Grand Orient de France et devient orateur de sa « chambre des provinces » qui recevait chaque année le tableau des membres de toutes les loges de provinces, et exerçait sur elles une tutelle. Il cesse ses activités maçonniques pendant la Révolution, à l'issue de laquelle, il ne réintègre pas la franc-maçonnerie, malgré l'insistance d'Alexandre Roëttiers de Montaleau.
Élu le 15 mai député du tiers état de la ville et des faubourgs de Paris aux États généraux de 1789 réunis à l’hôtel des Menus-Plaisirs de Versailles, c'est lui qui propose la réunion dans la salle du Jeu de paume, lorsque les députés trouvent leur salle fermée le 20 juin. Après que l'Assemblée a décrété dans sa séance du 9 octobre qu'elle se transporterait à Paris, Guillotin fait partie de la commission de six membres chargée de déterminer et faire disposer le local le plus adapté à la tenue de ses séances. S'inspirant des théâtres anatomiques, Guillotin suggère de réunir les élus du peuple dans une salle en demi-cercle, afin que tous puissent se voir et s'entendre, ce qui donnera naissance plus tard à l'hémicycle du Palais Bourbon.
Dans l'immédiat, le choix de la commission se porte en deux jours sur la salle du Manège au jardin des Tuileries ; elle désigne l'architecte Pierre-Adrien Pâris afin de procéder aux modifications et aménagements voulus pour permettre l'installation des parlementaires. L'Assemblée y tient sa première séance le 9 novembre 1789, après avoir, depuis le 19 octobre, en attendant l'achèvement des travaux, siégé provisoirement dans la grande salle de l'Archevêché, nommée aussi Chapelle des Ordinations. Le 1er février 1790, Guillotin est choisi comme l'un des trois secrétaires de l'Assemblée chargés d'organiser les séances parlementaires souvent chahutées, ce qui lui vaut des attaques malveillantes de la presse parlementaire déçue par l'absence de discipline des séances.

### Adoption de la «guillotine»

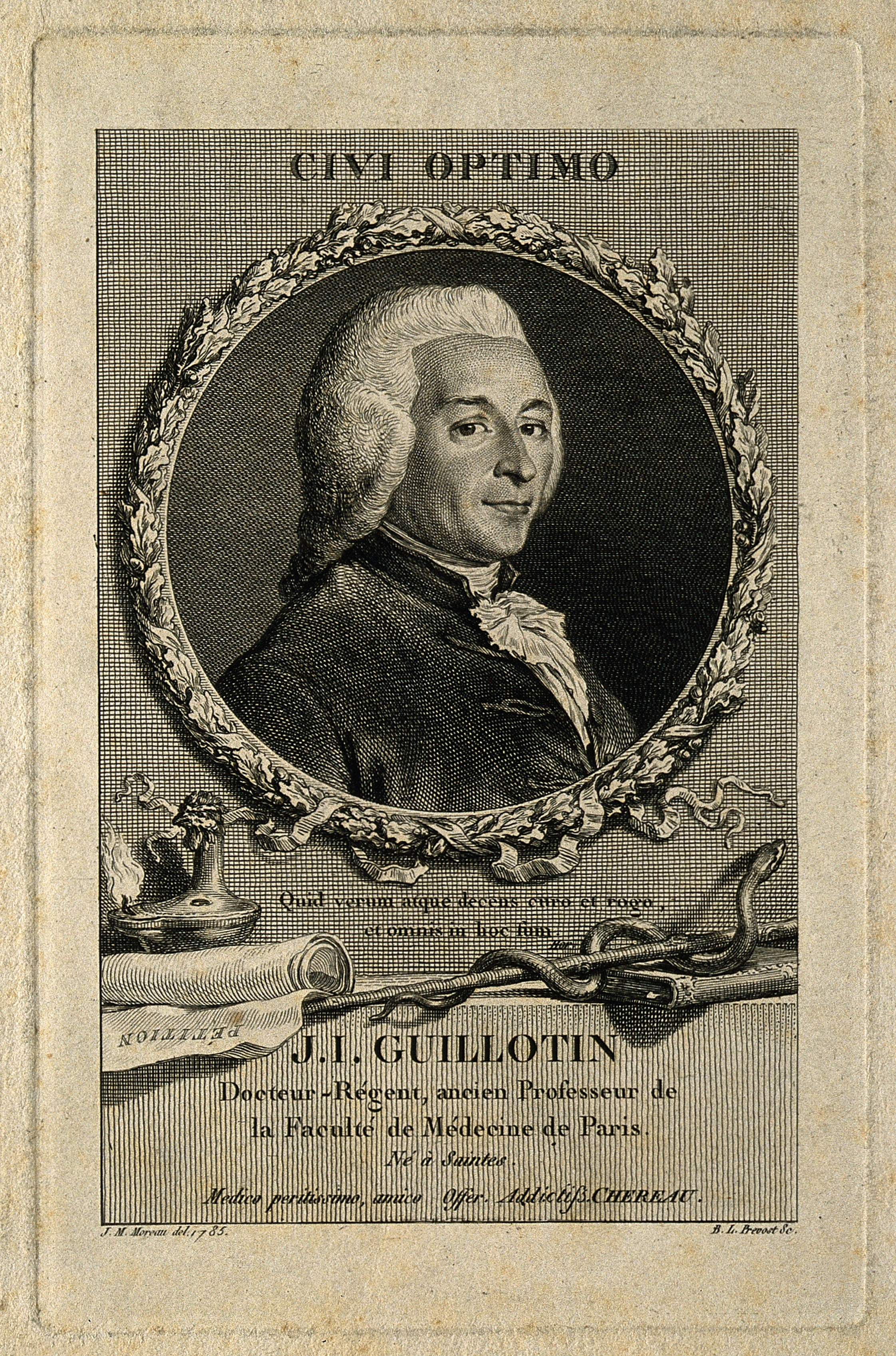
CIVI OPTIMO : À un illustre citoyen. Une devise tirée d’Horace : « Quid verum atque decens curo et rogo et omnis in hoc sum » : « Mes soins et mes interrogations sont à la recherche de la vérité et de l’harmonie, et je n’ai pas d’autre but ».

Guillotin, alors président du comité de salubrité de l'Assemblée nationale constituante, propose le 1er décembre 1789 avec l'appui de Mirabeau (député et secrétaire de l’Assemblée nationale constituante), un projet de réforme du droit pénal dont le 1er article dispose que « les délits de même genre seront punis par les mêmes genres de peines, quels que soient le rang et l'état du coupable,, », et demande que « la décapitation fût le seul supplice adopté et qu'on cherchât une machine qui pût être substituée à la main du bourreau ». L’utilisation d’un appareil mécanique pour l’exécution de la peine capitale lui paraît une garantie d’égalité, qui devait, selon lui, ouvrir la porte à un futur où la peine capitale serait finalement abolie.
La proposition de Guillotin vise également à supprimer les souffrances inutiles. En effet, jusqu’alors, l'exécution de la peine capitale différait selon le forfait et le rang social du condamné : les nobles étaient décapités au sabre, les roturiers à la hache, les régicides et criminels d'État écartelés, les hérétiques brûlés, les voleurs roués ou pendus, les faux-monnayeurs bouillis vifs dans un chaudron,. Son idée est adoptée en 1791 par la loi du 6 octobre qui dispose que « la peine de mort consistera dans la simple privation de la vie, sans qu'il puisse jamais être exercé aucune torture envers les condamnés » et que « tout condamné à mort aura la tête tranchée ».
L’appareil, inspiré d’anciens modèles de machines à décapitation existant depuis le XVIe siècle, est mis au point en 1792 par son confrère Antoine Louis, chirurgien militaire, secrétaire perpétuel de l'Académie de chirurgie (d’où son premier nom de Louison). Après plusieurs essais sur des moutons, puis trois cadavres à l'Hospice de Bicêtre le 15 avril 1792, la première personne guillotinée en France fut un voleur, du nom de Nicolas Jacques Pelletier, le 25 avril 1792,.
Malgré les protestations de Guillotin qui n'a nullement inventé cette machine, celle-ci se voit rapidement affublée du nom de guillotine. Ce sont les rédacteurs du journal royaliste Les Actes des Apôtres qui auraient employé ce mot, dès les premiers jours, contre sa volonté,. Cette méchante plaisanterie fut reprise, avec joie, par les gribouilleurs de copies que Guillotin avait exclus des séances de l’assemblée où ils semaient le trouble. Le docteur en manifesta le regret jusqu'à sa mort en 1814, appelant sa fameuse machine « la tache involontaire de [sa] vie, ».
L’erreur de Guillotin aura été de plaider maladroitement pour cette machine le 1er décembre 1789 : « Avec ma machine, je vous fais sauter la tête en un clin d’œil, et vous ne souffrez point. La mécanique tombe comme la foudre, la tête vole, le sang jaillit, l'homme n'est plus,. »

« Il y a des hommes malheureux. Christophe Colomb ne peut attacher son nom à sa découverte ; Guillotin ne peut détacher le sien de son invention. »

— Victor Hugo,
Guillotin espérait instaurer une exécution plus humaine et moins douloureuse. Mais dans les périodes qui suivent, celle qui est désormais affublée de nombreux surnoms – la Mirabelle, surnom dérivé de Mirabeau, la Monte-à-regret, la Veuve, le Rasoir national, le Moulin à silence, la Cravate à Capet après son emploi sur Louis XVI, la Lucarne au XIXe siècle, le Massicot, la Bécane, la Bascule à Charlot (du prénom de Charles-Henri Sanson, le bourreau de Louis XVI), etc. – a largement contribué à multiplier les exécutions capitales.
Désolé de son impuissance à sauver quelques victimes, attristé de voir couler le sang à flots, écœuré d'entendre continuellement prononcer le mot de guillotine, jusque dans des chansons, d'apercevoir, sans cesse, l'image de la sinistre machine (sous la forme de hideux bibelots, d'ignobles bijoux, boucles d'oreilles, cachets de montre, etc.), Guillotin quitte Paris pour se délivrer de cette tragique obsession, car, en l'an II, on le trouve, à Arras, directeur des hôpitaux militaires installés dans l'abbaye Saint-Vaast, après l'expulsion des bénédictins. Emprisonné le 16 vendémiaire an IV (8 octobre 1795) au cours de la réaction thermidorienne, Guillotin est remis en liberté le mois suivant le 13 brumaire an IV (4 novembre 1795).
Il passe ensuite le restant de ses jours loin de la vie politique et ne se consacre plus qu'à la médecine, s’activant à propager la pratique de la vaccination contre la variole. Il préside le Comité central de vaccine créé en mai 1800, sous le Consulat par le ministre de l'intérieur, Chaptal. C'est, en cette qualité, que, le 10 ventôse an XIII (1er mars 1805), il est reçu avec le comité, en audience particulière, par le pape Pie VII. Il est chargé d’installer le premier programme cohérent de santé publique en France à l’échelle de la nation. Guillotin est également le fondateur de la Société Académique de Médecine, ancêtre de l'actuelle Académie nationale de médecine.
Une légende veut que Guillotin aurait lui-même été exécuté par « sa » machine et elle s'explique par une coïncidence : un médecin lyonnais, J. M. V. Guillotin (sans lien de parenté avec lui), est exécuté par la guillotine. Joseph Ignace Guillotin est en réalité mort chez lui, de causes naturelles (anthrax à l'épaule gauche), le 26 mars 1814 ,.
Mort dans sa maison, à l'époque au no 333 (aujourd'hui no 209) de la rue Saint-Honoré à Paris (au coin de la rue de La Sourdière), sans enfants, il laisse pour donataire universelle, en usufruit, Marie Louise Saugrain, sa veuve, et pour seule héritière, sa sœur Marie-Marguerite-Agathe-Monique Guillotin, épouse de Jean-François de La Charlonnie. Deux jours plus tard, après un éloge funèbre d'Edme-Claude Bourru, ancien doyen de l’ancienne Faculté de médecine de Paris, il est inhumé dans une concession temporaire au cimetière du Père-Lachaise. Sa tombe, dans l'actuelle 8e division, a depuis longtemps disparu.

## Œuvres et publications
- Articles sur les lois criminelles, dont l'Assemblée nationale a ordonné l'impression le premier décembre 1789, pour être discutés dans la séance du 2., Paris : Impr. nationale, (s. d.), In-8° , 3 p.
- Pétition des citoyens domiciliés à Paris, du 8 décembre 1788 ([Reprod.]), chez Clousier, imprimeur du Roi, & des Six-corps (Paris), 1788, 1 microfiche ; 105*148 mm, lire en ligne sur Gallica.
- Projet de décret sur l'enseignement et l'exercice de l'art de guérir, présenté au nom du Comité de salubrité par M. Guillotin, Paris : Impr. nationale, 1791, In-8° , 39 p.
- Présentation du rapport du Comité central de vaccine au Premier consul, par le citoyen Guillotin, Paris, impr. de Plassan, (s. d.), In-8°, 3 p.

En collaboration
- avec Docteur Salle: Le Grand spécifique, ou L'ordonnance de MM. Guillotin et Salle, docteurs en médecine, sur la maladie et le traitement de très-haut et très-puissant seigneur, monseigneur, le haut clergé de l'église gallicane ([Reprod.]) [s.n.], 179., 1 microfiche ; 105*148 mm, lire en ligne sur Gallica.

## Dans la culture populaire

### Cinéma
Joseph Guillotin est incarné au cinéma par Henri Virlojeux dans le film Caroline Chérie en 1968 et par Jacques Ciron dans le film La Révolution française en 1989.

### Télévision
Joseph Guillotin est incarné par Amir El Kacem dans la série uchronique La Révolution, sortie le 16 octobre 2020 sur Netflix.

### Bande dessinée
Joseph Guillotin est le héros de la bande dessinée pour adultes en petit format Madame Guillotine (dans Le Cimetière des Apaches, Paris, ElviFrance, 1975, coll. Série bleue n° 9, p. 113-223).

#### Articles
- « Joseph-Ignace Guillotin (1738-1814) », sur Assemblée nationale.
- « Joseph-Ignace Guillotin (1738-1814) », sur Medarus, médecin, humaniste et homme politique français.
- « 1738 - 1814 - Joseph-Ignace Guillotin : biographie historique d’une figure saintaise », sur Histoire Passion – Saintonge Aunis Angoumois.
- « 1738-1814 Joseph-Ignace Guillotin : sa généalogie et sa maison natale à Saintes », sur Histoire Passion – Saintonge Aunis Angoumois.
- « Joseph Ignace Guillotin », sur Biu Santé (Base biographique).
- « Joseph Ignace Guillotin (1738-1814) – D8 (tombe disparue) », sur Père-Lachaise : 1804-1824.

#### Fichiers audios
- Jacques Battin, « Malheureux Guillotin, philanthrope incompris ! », sur Canal Académie, 28 mars 2010.